# Puerto Aurora
Puerto Aurora es una localidad boliviana perteneciente al municipio de Chimoré, ubicado en la Provincia Carrasco  del Departamento de Cochabamba. En cuanto a distancia, Puerto Aurora se encuentra a 209 km de la ciudad de Cochabamba, la capital departamental,a 18 km de Senda III a 8 km de Senda F y a 21 km de Chimoré. 
Según el último censo de 2012 realizado por el Instituto Nacional de Estadística de Bolivia (INE), la localidad cuenta con una población de 3890 habitantes y está situada a 200 metros sobre el nivel del mar.

## Demografía
| Año  | Población | Fuente                  |
| ---- | --------- | ----------------------- |
| 1992 | 2000      | Censo boliviano de 1992 |
| 2001 | 2900      | Censo boliviano de 2001 |
| 2012 | 3890      | Censo boliviano de 2012 |